# Thực phẩm xa xỉ

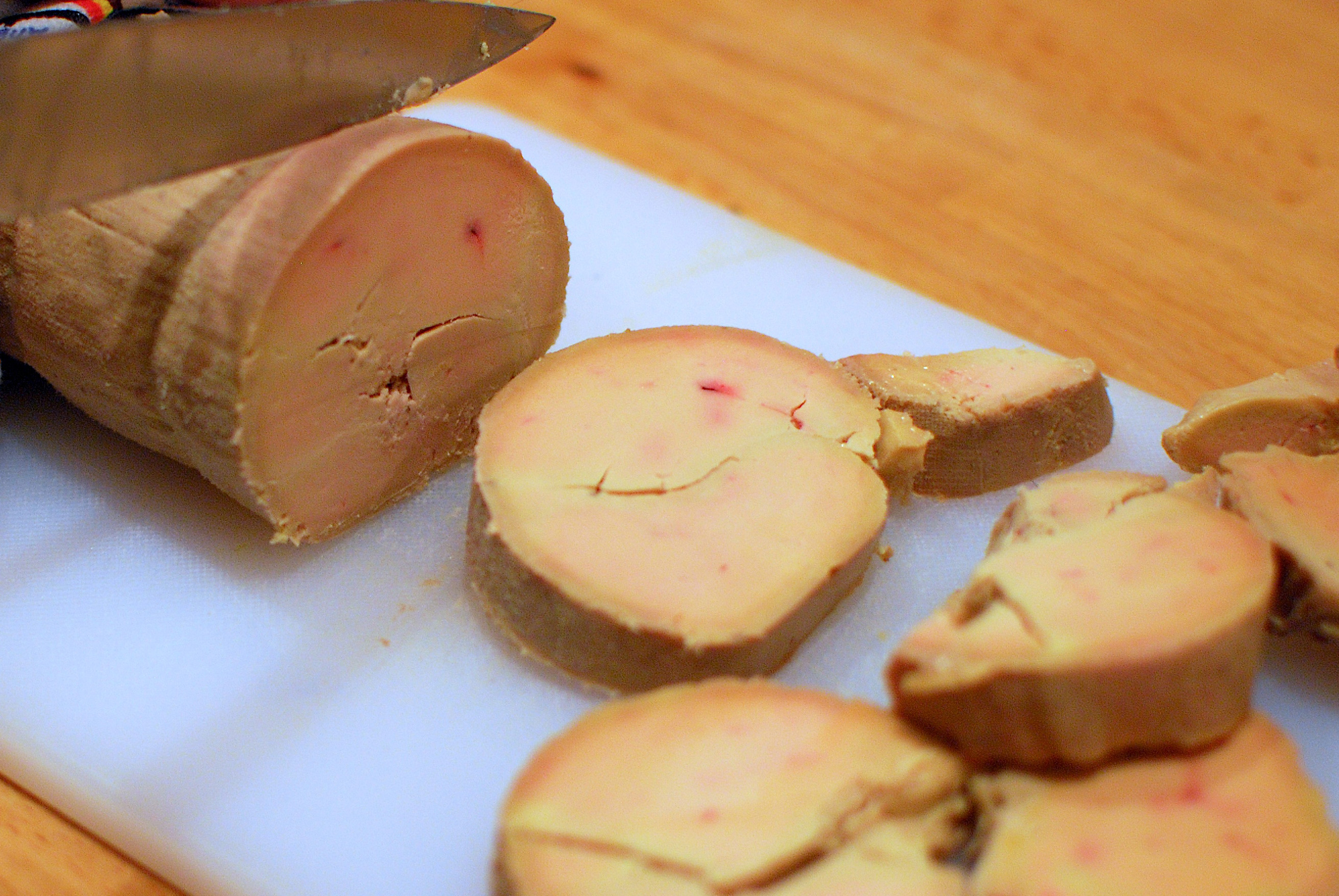
Gan ngỗng béo

Thực phẩm xa xỉ, hay cao lương, là mặt hàng thực phẩm độc đáo và có giá trị cao được làm với số lượng nhỏ từ nguyên liệu chất lượng cao. Người tiêu dùng thường trả giá cao hơn cho các loại thực phẩm xa xỉ để thưởng thức chúng so với các loại thực phẩm thông thường.
So với thực phẩm thiết yếu, thực phẩm xa xỉ có thể có giá cao hơn do nguyên liệu và nhân công đắt hơn. Một số cửa hàng thực phẩm chuyên về hoặc chủ yếu cung cấp các loại thực phẩm xa xỉ.